# لينكلنوود (إلينوي)
لينكلنوود (بالإنجليزية: Lincolnwood, Illinois)‏ هي قرية تقع في الولايات المتحدة في مقاطعة كوك، إلينوي. يقدر عدد سكانها بـ 12,590 نسمة .

## أعلام
- رولف سنجر
- ألين دورفمان